# Arts et Lettres-orden

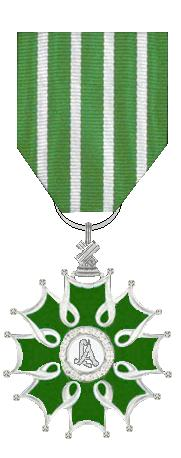
Ordenstecken för riddare av l’ordre des Arts et des Lettres.

Arts et Lettres-orden (franska: Ordre des Arts et des Lettres) är en fransk orden instiftad den 2 maj 1957. Orden utdelas av det franska kulturministeriet för att belöna ”dem som utmärkt sig genom kreativitet inom konst eller litteratur eller genom bidrag som spridit fransk konst och litteratur i världen”.

## Grader
Det finns tre grader inom orden.
- Commandeur (kommendör). Ordenstecken bärs i band runt halsen. För personer som varit officier i minst fem år. Cirka 60 utmärkelser årligen.
- Officier (officer). Ordenstecken i rosett bärs på vänstra sidan av bröstet. Högst 140 personer som varit chevalier i minst fem år utses årligen.
- Chevalier (riddare). Ordenstecken i band som bärs på vänstra sidan av bröstet. Cirka 200–450 personer ”äldre än 30 år” utses årligen.

## Mottagare i Sverige
- Gunnar W. Lundberg, kommendör (1960)[1]
- Erland Josephson, officer (1969)[2]
- Max Walter Svanberg, riddare (1969)
- Gunnel Vallquist, officer (1979)
- Lars Tynell, kommendör (1981)[3]
- Jan-Erik Wikström, kommendör (1981)[4]
- Lars Forssell, officer (1983)[5]
- Claude Génetay, riddare (1983)[5]
- Ellen Rasch, officer (1983)[5]
- Östen Sjöstrand, officer (1983)[6]
- Ulf Linde, riddare (1984)[7]
- Anna-Lena Wibom, officer (1985)[8]
- Eva Alexanderson, riddare (1986)[9]
- Gustav Bolin, riddare (1986)[10]
- Birgit Cullberg, kommendör (1986)[11]
- Bengt Olof Engström, riddare (1986)[12]
- Ralph Erskine, officer (1986)[13]
- Lars Gustafsson, officer (1986)[14]
- Ivar Lo-Johansson, officer (1986)[15]
- Elisabeth Söderström, kommendör (1987)[16]
- Per Olov Enquist, riddare (1988)[17]
- Eric Ericson, officer (1988)[17]
- Klas Olofsson, officer (1989)
- Jan Myrdal, riddare (1990)
- Erik Dietman, riddare (1991)[18]
- Astrid Lindgren, officer (1991)[19]
- Otto Mannheimer, riddare (1991)[20]
- Birgit Nilsson, kommendör (1991)[19]
- Bengt Häger, officer (1992)[21]
- Nicolai Gedda, kommendör (1995)[22]
- Carl Henrik Svenstedt, officer (2000)[23]
- Torgny Lindgren, riddare (2001)[24]
- Max von Sydow, kommendör (2005)[25]
- Gudmar Olovson, riddare (2011)[26]
- Anne Sofie von Otter, kommendör (2011)[27]
- Ana Laguna, kommendör (2015)[28]
- Gunnar Lund, riddare (2017)[29]
- Bengt Olson, riddare (2017)
- Mats Ek, kommendör (2012)[30]
- Michael Schultz, officer (2015)
- Alice Bah Kuhnke, officer (2018)[31]
- Staffan Ahrenberg, riddare (2019)[32]
- Johanna Daehli, riddare (2020)[33]
- Gunilla Sondell, riddare (2020)[33]
- Barbara Hendricks, kommendör[34]
- Helena Höjenberg, riddare